# Craniella
Craniella är ett släkte av svampdjur. Craniella ingår i familjen Tetillidae.

## Bildgalleri

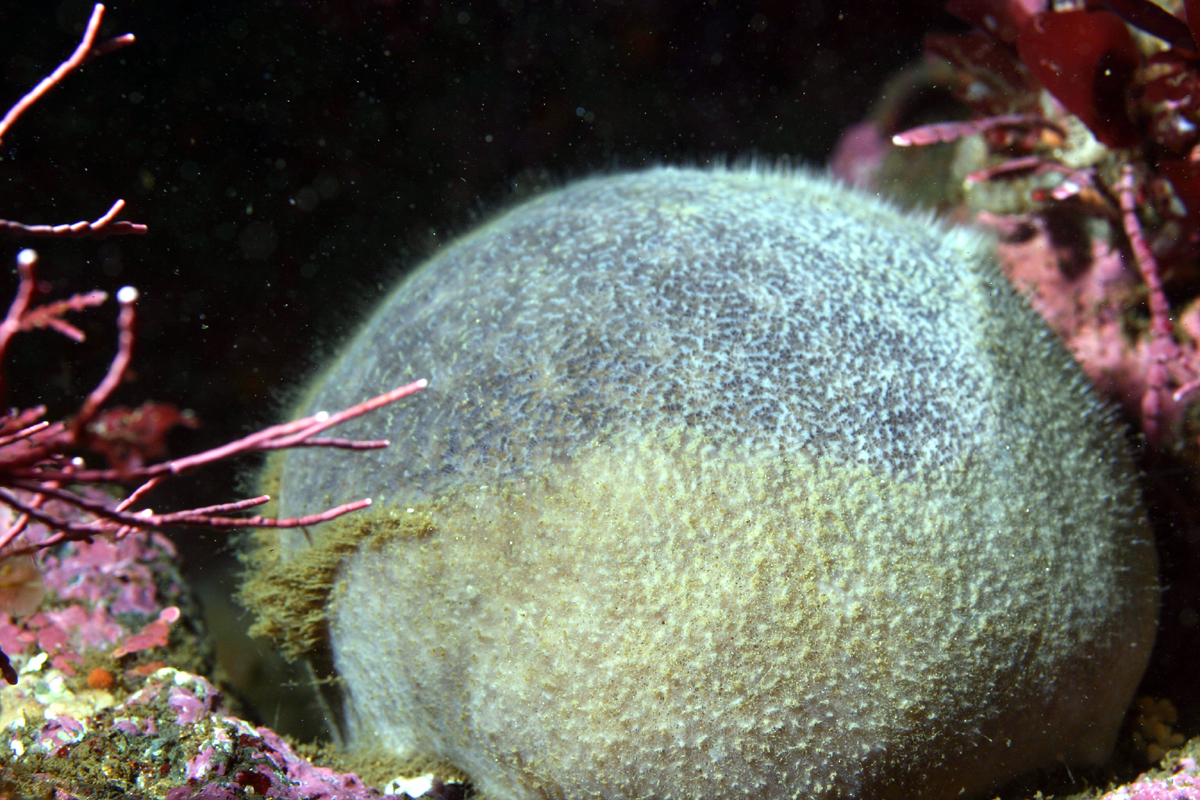

## Dottertaxa tillCraniella, i alfabetisk ordning[1]
- Craniella abracadabra
- Craniella arb
- Craniella atropurpurea
- Craniella azorica
- Craniella carteri
- Craniella coactifera
- Craniella corticata
- Craniella coxi
- Craniella craniana
- Craniella cranium
- Craniella crassispicula
- Craniella disigma
- Craniella elegans
- Craniella ellipsoida
- Craniella globosa
- Craniella insidiosa
- Craniella laminaris
- Craniella lens
- Craniella lentiformis
- Craniella lentisimilis
- Craniella leptoderma
- Craniella longipilis
- Craniella metaclada
- Craniella monodi
- Craniella neocaledoniae
- Craniella polyura
- Craniella prosperiaradix
- Craniella quirimure
- Craniella schmidtii
- Craniella serica
- Craniella sigmoancoratum
- Craniella simillima
- Craniella spinosa
- Craniella stewarti
- Craniella tethyoides
- Craniella varians
- Craniella vestita
- Craniella villosa
- Craniella zetlandica